# The Way of All Flesh (album)
Pour les articles homonymes, voir The Way of All Flesh.
Albums de Gojira
From Mars to Sirius
(2005) The Flesh Alive
(2012)
The Way of All Flesh est le 4e album studio du groupe français de death metal technique Gojira. Cet album est sorti le 13 octobre 2008 en Europe via Listenable Records et le 14 octobre pour les États-Unis avec Prosthetic Records.
La pochette de l'album a été réalisée par Joe Duplantier, le chanteur du groupe. Joe avait déjà dessiné la couverture du précédent album From Mars to Sirius. Cet album a été enregistré dans le Home-Studio du groupe, à Ondres, mais la batterie le fut à Los Angeles avec le producteur Logan Mader (Cavalera Conspiracy, Soulfly) qui a également effectué le mixage et le mastering.
Comme Joseph Duplantier le dit dans Total Guitar magazine, l'album traite de leur vision de la vie et de la mort.
Le chanteur de Lamb of God, Randy Blythe, prête sa voix dans la chanson Adoration for None.
L'album est influencé par la scène metal américaine.

## Production et Sortie
En novembre 2007, après deux ans de tournée, Gojira annonce commencer la composition de leur prochain album. The Way of All Flesh est composé en 4 mois entre novembre 2007 et mars 2008, le groupe n'arrivant pas à composer pendant les tournées. L'album est presque entièrement composé par Joe et Mario Duplantier, Labadie et Andreu ayant préféré se reposer à la suite des différentes tournées de Gojira.
L'enregistrement a lieu entre avril et juin 2008 dans leur Studio des Milans,. La batterie est enregistrée à Los Angeles par Logan Mader pendant que le reste du groupe se concentre sur le reste de l'album dans leur studio avec leur ingénieur son Laurentx Etchemendy; avant que le tout soit mixé par Mader durant deux semaines,.
Le 14 août 2008, Gojira ouvre pour la première fois un concert de Metallica, à Arras au Festival Rock où ils joueront pour la première fois Vacuity. Le 13 octobre 2008 sort The Way of All Flesh via Listenable Records et le lendemain en Amérique du Nord via Prosthetic Records,.

## Style musical et Thématique
The Way of All Flesh est une réflexion sur la vie et la mort, « Le chemin de toute chair est tout ce que nous devons traverser jusqu'à la mort » dit Joe Duplantier dans une interview. Le son du groupe se caractérise par une plus grande influence du metal américain.

## Liste des titres[8]
| No  | Titre                | Durée |
| --- | -------------------- | ----- |
| 1.  | Oroborus             | 5:21  |
| 2.  | Toxic Garbage Island | 4:06  |
| 3.  | A Sight to Behold    | 5:09  |
| 4.  | Yama's Messengers    | 4:04  |
| 5.  | The Silver Cord      | 2:32  |
| 6.  | All the Tears        | 3:41  |
| 7.  | Adoration for None   | 6:19  |
| 8.  | The Art of Dying     | 9:53  |
| 9.  | Esoteric Surgery     | 5:44  |
| 10. | Vacuity              | 4:51  |
| 11. | Wolf Down the Earth  | 6:25  |
| 12. | The Way of All Flesh | 17:02 |

## Réception
La première semaine de sa sortie, The Way of All Flesh se vend à 4200 exemplaire et entre à la 138e position sur le graphique Billboard 200. En France, l'album atteint la 28e place sur le graphique Top Albums, et 25e sur le graphique Suomen virallinen lista en Finlande. Il a atteint également la 21e place du tableau des albums indépendants Billboard 200. En décembre, The Way of All Flesh est cité no 5 sur la liste des 50 meilleurs albums 2008 de Metal Hammer, et no 10 des meilleurs albums de métal de 2008 par LA Weekly.

## Participation
- Joe Duplantier − chant, guitare
- Mario Duplantier − batterie
- Christian Andreu − guitare
- Jean-Michel Labadie − basse
- Randy Blythe − invité, chant sur Adoration For None[15]